# Gerd Müller (Politiker, 1940)

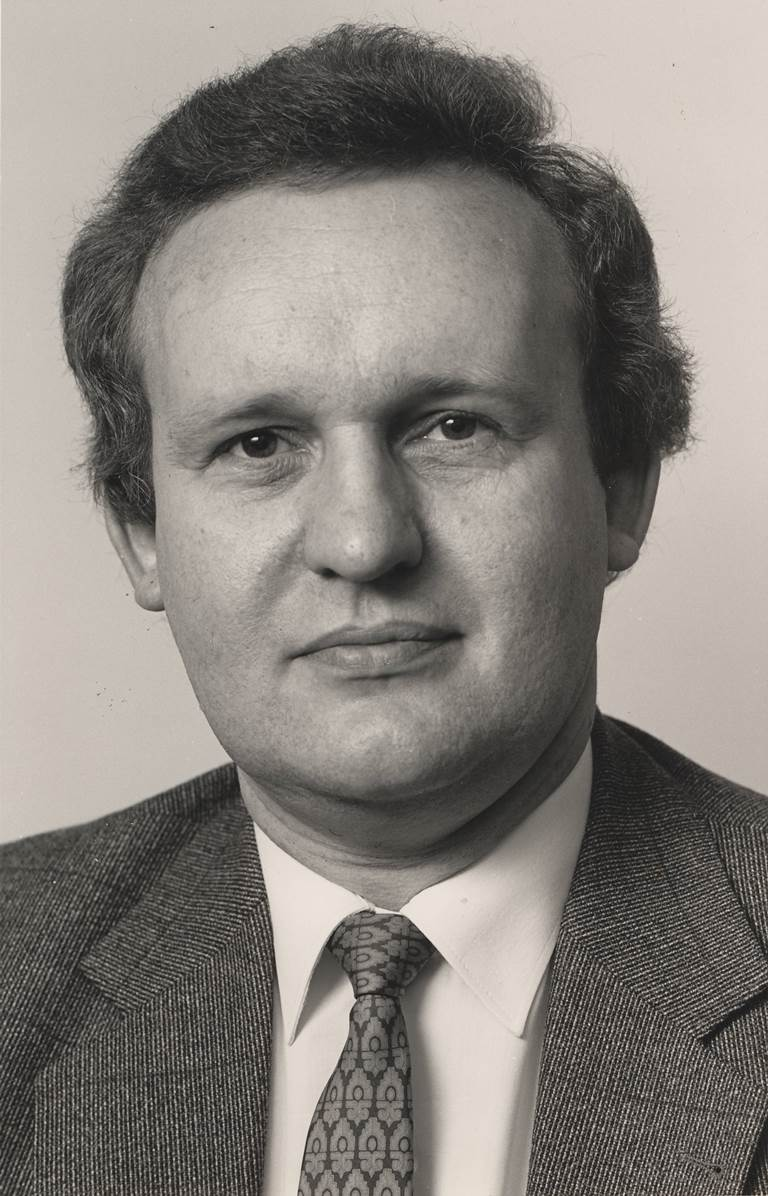
Gerd Müller (1981)

Gerd Müller (* 1. Oktober 1940 in Mülheim an der Ruhr; † 23. Januar 2003) war ein deutscher Politiker und ehemaliger Landtagsabgeordneter (SPD).

## Leben und Beruf
Nach dem Besuch der Volksschule und des Gymnasiums mit dem Abschluss Abitur studierte er an den Universitäten Bonn und Köln. 1966 schloss er das Studium als Diplom-Kaufmann ab. Er war danach in der Datenverarbeitung und in der Kraftwerkindustrie tätig.
Müller wurde 1961 Mitglied der SPD. Er war in verschiedenen Gremien der Partei vertreten, z. B. als Unterbezirksvorsitzender. Außerdem war er ab 1969 Mitglied der Gewerkschaft IG Metall. Von 1969 bis 1980 war Müller Mitglied des Rates der Stadt Mülheim und von 1974 bis 1980 erster Bürgermeister.

## Abgeordneter
Vom 29. Mai 1980 bis zum 30. Mai 1990 war Müller Mitglied des Landtags des Landes Nordrhein-Westfalen. Er wurde jeweils im Wahlkreis 074 Mülheim II direkt gewählt. Dem Rat der Stadt Mülheim gehörte er von 1969 bis 1980 an. Außerdem war er von 1975 bis 1980 Mitglied des Bezirksplanungsrates beim Regierungspräsidenten Düsseldorf.

## Sonstiges
Das Haus, in dem der Mülheimer Unterbezirk der SPD sitzt, wurde in Gerd-Müller-Haus umbenannt.